# المسيحية في كيريباس

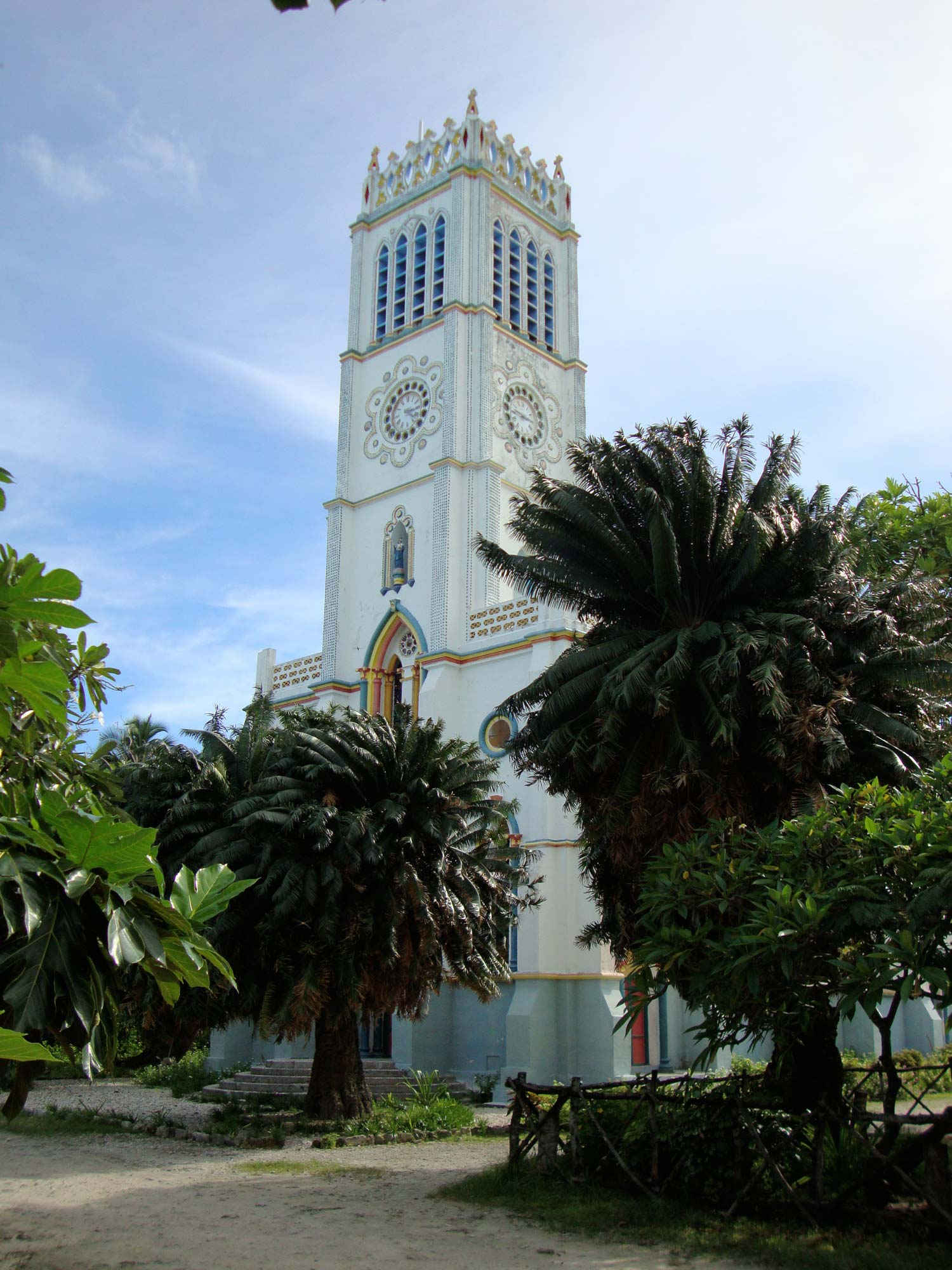
كاتدرائية سيدة المسبحة الوردية في جنوب تاراوا.

تُشكل المسيحية في كيريباس أكثر الديانات إنتشاراً بين السكان، وفقًا لتعداد السكان لعام 2010 المسيحية هي الديانة الرئيسية في كيريباس، وينتمي لها حوالي 96% من السكان. ويعود الوجود المسيحي إلى البعثات التبشيرية من قِبل المبشرين في القرن التاسع عشر، ولا يزال المبشرون موجودين ويعملون بحرية. وينص الدستور على حرية الدين، وتحترم الحكومة بشكل عام هذا الحق. تحدث أحياناً أشكال من الإساءات أو التمييز الاجتماعي القائم على المعتقدات أو الممارسات الدينية، لكنها نادرة نسبياً.
السكان في الغالب هم من الرومان الكاثوليك، على الرغم من وجود نسبة كبيرة من السكان البروتستانت من الأبرشانيون. هناك تمثيل للعديد من الطوائف والمذاهب البروتستانتية الأخرى، بما في ذلك الإنجيلية. ينقسم السكان المسيحيين بين الكنيسة الرومانية الكاثوليكية (55.8%)؛ والكنيسة البروتستانتية في كيريباتي (35.5%) وكنيسة يسوع المسيح لقديسي الأيام الأخيرة (المورمون) (4.7%)، والسبتيين (2%). يتركز أتباع الكنيسة الكاثوليكية في الجزر الشمالية، في حين أن البروتستانت يشكلون غالبية في الجزر الجنوبية. والديانات الرئيسية للعائلات الهندية القاطنة في كيريباس هي الهندوسية والسيخية والمسيحية.

## تاريخ

### الحقبة المبكرة

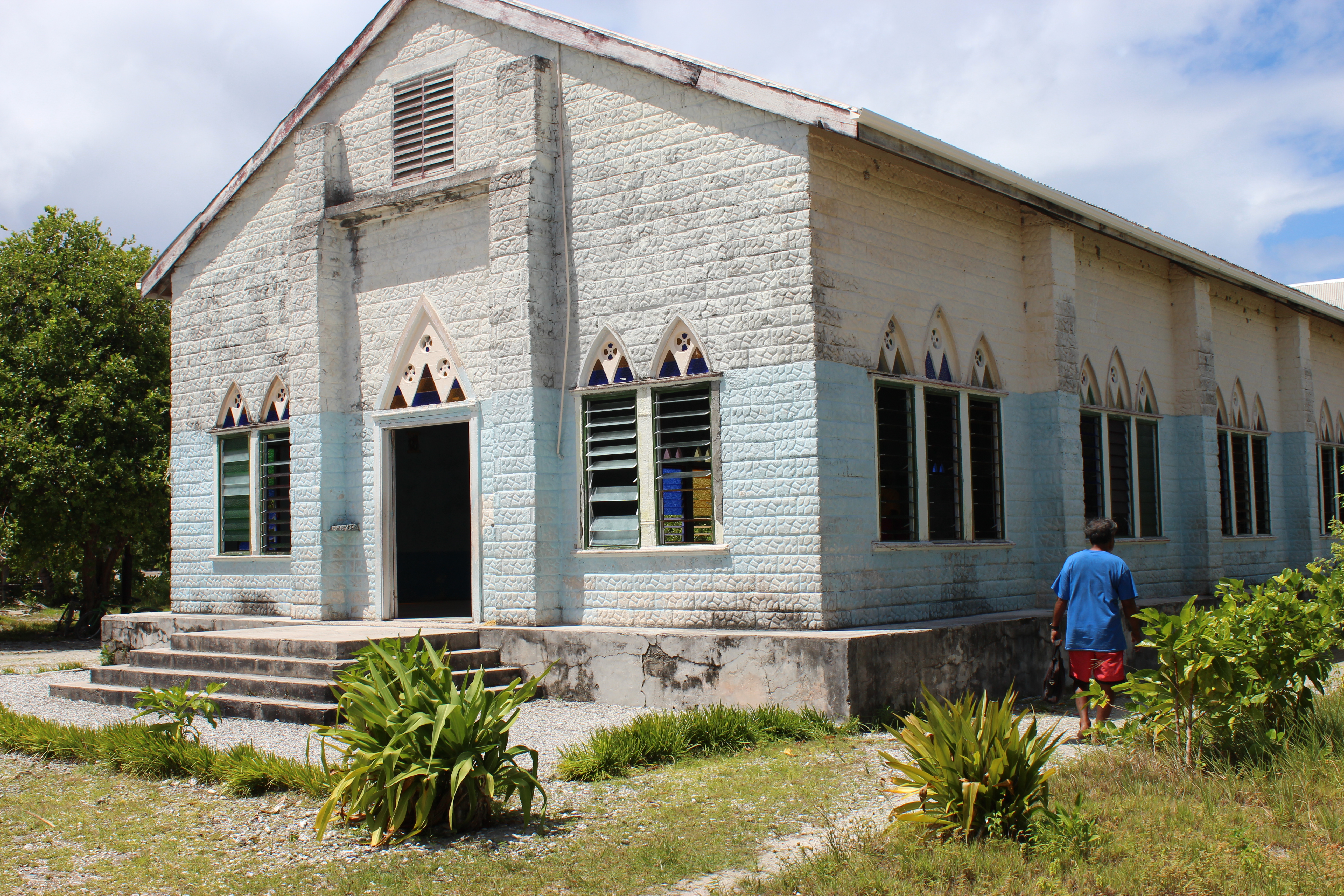
كنيسة كاثوليكية في كيريباس.

كان المبشرون المسيحيون الأوائل الذين وصلوا إلى جزر غيلبرت من البروتستانت القادمين من نيو إنجلاند، وقد وصل أولهم في نوفمبر من عام عام 1857. وكان أبرز هؤلاء المبشرين هو هيرام بينغهام الثاني، وهو قس في الكنيسة الأبرشانية وابن حيرام بينغهام الأول، المبشر في هاواي. وقام بينغهام وزوجته بترجمة الكتاب المقدس إلى اللغة الكيريباتية، وكتب الكتب المدرسية، وقاما بتأليف قاموسًا كبيرًا، قبل أن يغادر الجزر في عقد 1860 بسبب اعتلال صحته. بالإضافة إلى التحويل للمسيحية على يد بينغهام، تم أخذ العديد من السكان الأصليين لجزر غيلبرت في السبعينيات من القرن التاسع عشر للعمل في مزارع في جزر أخرى في المحيط الهادئ، حيث قام بإستقبالهم المبشرون الكاثوليك، وتحول عدد من العمال إلى الكنيسة الكاثوليكية. وقاموا بناء ثماني كنائس صغيرة، حيث تجمع الناس من قرى مختلفة كل يوم لتلاوة الترانيم والصلوات. وبحلول عام 1888 تم تعميد 560 شخصًا، ومع نمو عدد الكاثوليك، كتب متحولين للكاثوليكية رسائل إلى العديد من الأساقفة الكاثوليك اوطالبوا بقدوم المبشرين والكهنة.
ورداً على خطاب أرسله بيترو وتيروي إلى ساموا، غادر ثلاثة أعضاء من جمعية القلب الأقدس، وهم الكاهن إي. بونتمس وجوزيف ليراي، والراهب كونراد ويبر، في مركب صغير من سيدني عام 1887، ووصلوا إلى البلاد في عيد الصعود، في 10 مايو من عام 1888. وكان هناك حشد من السكان المحليين ينتظرون. وأستغرقت الرحلة إلى الشاطئ عدة ساعات، لذا قرر الكاهنان الاحتفال بالقداس على الزورق، وبالتالي فإن أول قداس كاثوليكي في جزر غيلبرت تم على زورق في بحيرة نونوتي. وعندما وصل المبشرون إلى الشاطئ، زاروا الكنيسة ووجدوا أنها كبيرة ومبنية بشكل جيد، ومجهزة بالفعل بمذبح، وقماش المذبح، وصليب. في صباح اليوم التالي، في يوم الجمعة العظيمة، تم الاحتفال بالقداس في الكنيسة. وبعد القداس تم وضع تمثال لسيدة القلب المقدس في مكان مرئي. وفي عام 1892 غادر الكاهن بونتمس برفقة اثنين من الرجال الشباب الكيريباتيين، إلى أوروبا في رحلة للحصول على المساعدة لبعثة جزر غيلبرت. وزار مدينة روما، وفي عام 1894 زاروا فرنسا، حيث تواجد دير لراهبات سيدة القلب المقدس، وهي الجماعة الشقيقة لمبشرين القلب المقدس. وطلبت بونتمس من الراهبة ماري لويز، إرسال راهبات إلى جزر غيلبرت. وكانت ماري لويز منذ فترة طويلة أحد المساعدين المخلصين للمبشرين، ولكنها في هذه الحالة ترددت بسبب العزلة الإستثنائية لجزر غيلبرت. ومع ذلك، فقد وافقت بتردد بإرسال سبعة راهبات، أكبرهن كان عمرها 25 سنة، ليتم إرسالهن إلى الجزر. وغادر بونتمبس والراهبات في أبريل من عام 1895، وفي رحلة العودة توقف لإقامة قصيرة مع الراهبات في كنسينغتون في أستراليا. كما توقفوا في سيدني، حيث انضمت إليهم راهبات أخريات، ليصل العدد الإجمالي إلى تسعة. ووصلوا إلى جزر غيلبرت في أغسطس، بعد رحلة صعبة على آرتشر، وهي سفينة قديمة وبطيئة وغير مستقرة.

### العصور الحديثة

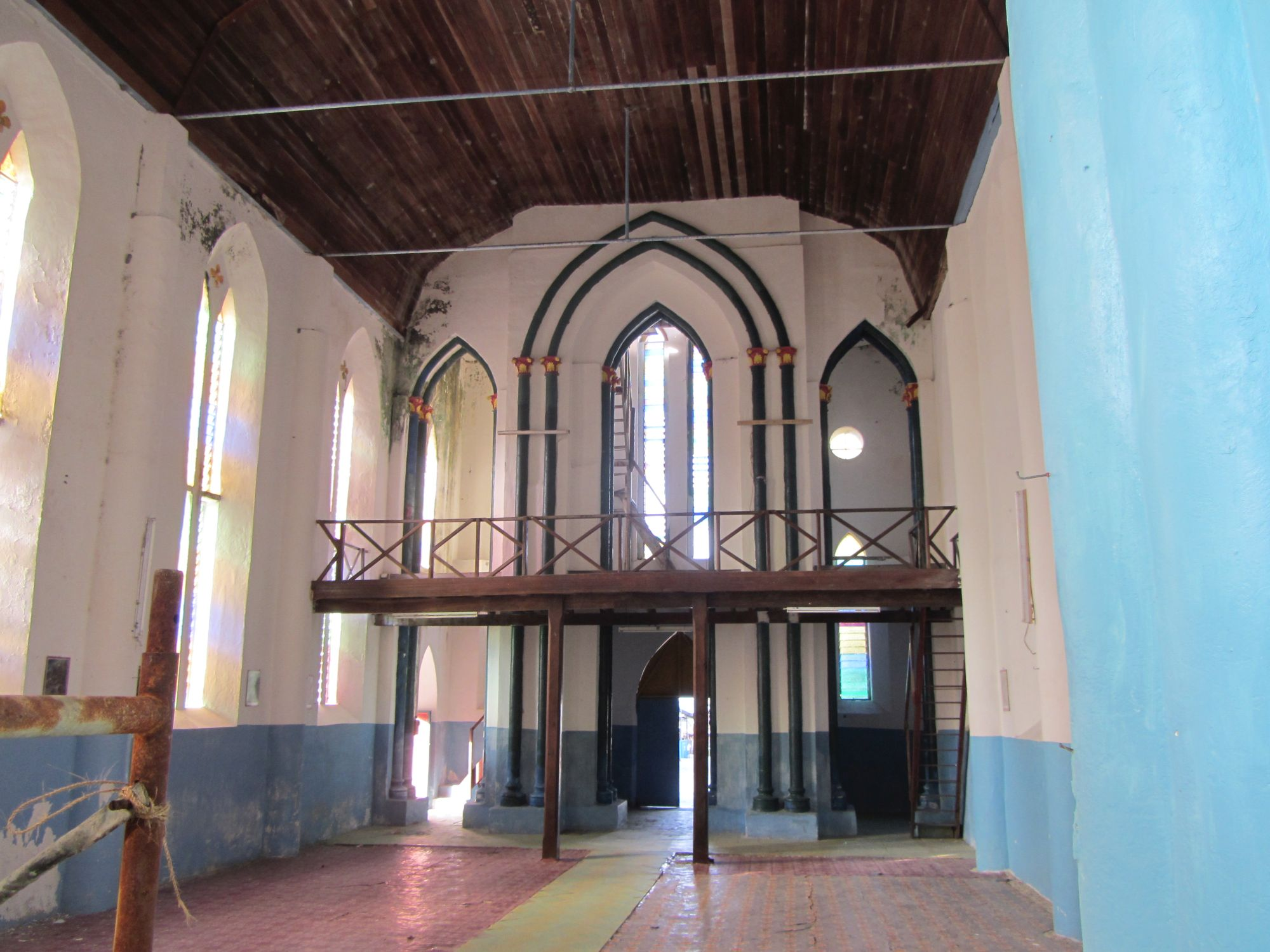
داخل كنيسة كاثوليكية في كيريباس.

عند وصول الراهبات، كانت الظروف المادية والاجتماعية صعبة عليهن. وواجهت الراهبات اللواتي كن ناشطات في التعليم معارضة كبيرة من المعلمين البروتستانت. بالإضافة إلى ذلك، واجهت فقرًا صارخًا. وعند وصول الراهبات إلى منزل البعثة حيث كان يعيش مبشرو القلب الأقدس وحيث كانت تعيش الراهبات، وجدن مطبخًا مجهزًا فقط بقدرتين صغيرتين، وعدد قليل من الأطباق، وملعقة واحدة، لخدمة 12 مبشرًا. ولم يكن هناك أكواب لذلك شرب المبشرون من علب المربى. ولقد عاشوا من ثمار جوز الهند، والفواكه، والأسماك، والقهوة السوداء، والسكر البني، والبسكويت، والأرز المسلوق، والفاصوليا المعلبة واللحوم المملحة. وتم تناول الحليب المكثف والخبز في أيام الأحد وأيام الأعياد. وتسببت الحرارة الشديدة، بالإضافة إلى سوء التغذية والأمراض، في عدد من الوفيات خلال السنوات الأولى. ومع ذلك استغرق الأمر أربعة أشهر أو أكثر حتى تصل أخبار هذا الوضع إلى أوروبا. وصلت مجموعة ثانية من الراهبات للبلاد في 2 فبراير من عام 1899. وكانت الظروف لا تزال بدائية للغاية. وخلال السنوات المبكرة للراهبات في جزر غيلبرت، سافرت الشابة الراهبة ماري إيزابيل، وكذلك الكهنة من مقر البعثة، لزيارة البعثات المنشأة حديثاً في الجزر الأخرى. وكانت هذه الرحلات خطرة في كثير من الأحيان. وهناك تم الترحيب بهم على الشاطئ من قبل المبشرين الإسبان الكبوشيين، وكانوا في الوقت المناسب لذكرى معمودية الملك والملكة. وأُوعطيت الراهبة إيزابيل شرف كونها عرابة. بالإضافة إلى الصعوبات المادية التي واجهها المبشرون، واجهوا أيضا معارضة عدائية من البروتستانت، في ذلك الوقت كان الإيمان المهيمن والراسخ. وطلب بعض سكان جزيرة نيكوناو الجنوبية إرسال المبشرين، لذلك في العام التالي تم إرسال كاهن وراهبات. وواجهوا معارضة شرسة من البروتستانت في الجزيرة. ولدى وصولهم مُنعوا من الذهاب إلى الشاطئ، وتركوا عالقين على الشاطئ، مع القليل من الممتلكات التي كانوا يملكونها وسط حشد من الناس المعادين. ولم يتم تقديم لهم أي مساعدة حتى الغسق، عندما كان شفق عليهم أحد التجار الأوروبيين وسمح لهم بقضاء الليل في شرفته. في اليوم التالي خرجت الراهبات لجمع المواد لبناء منزلهن. وقد هدد الشرطي المحلي بالسجن لأي شخص يعمل مع المبشرين، لذا اضطروا للقيام بالعمل بأنفسهم. ومع ذلك، وبعد عدة سنوات تحسنت الظروف وأصبحت الراهبات قادرات على بناء على مدرسة داخلية للبنات.

### الوضع الحالي

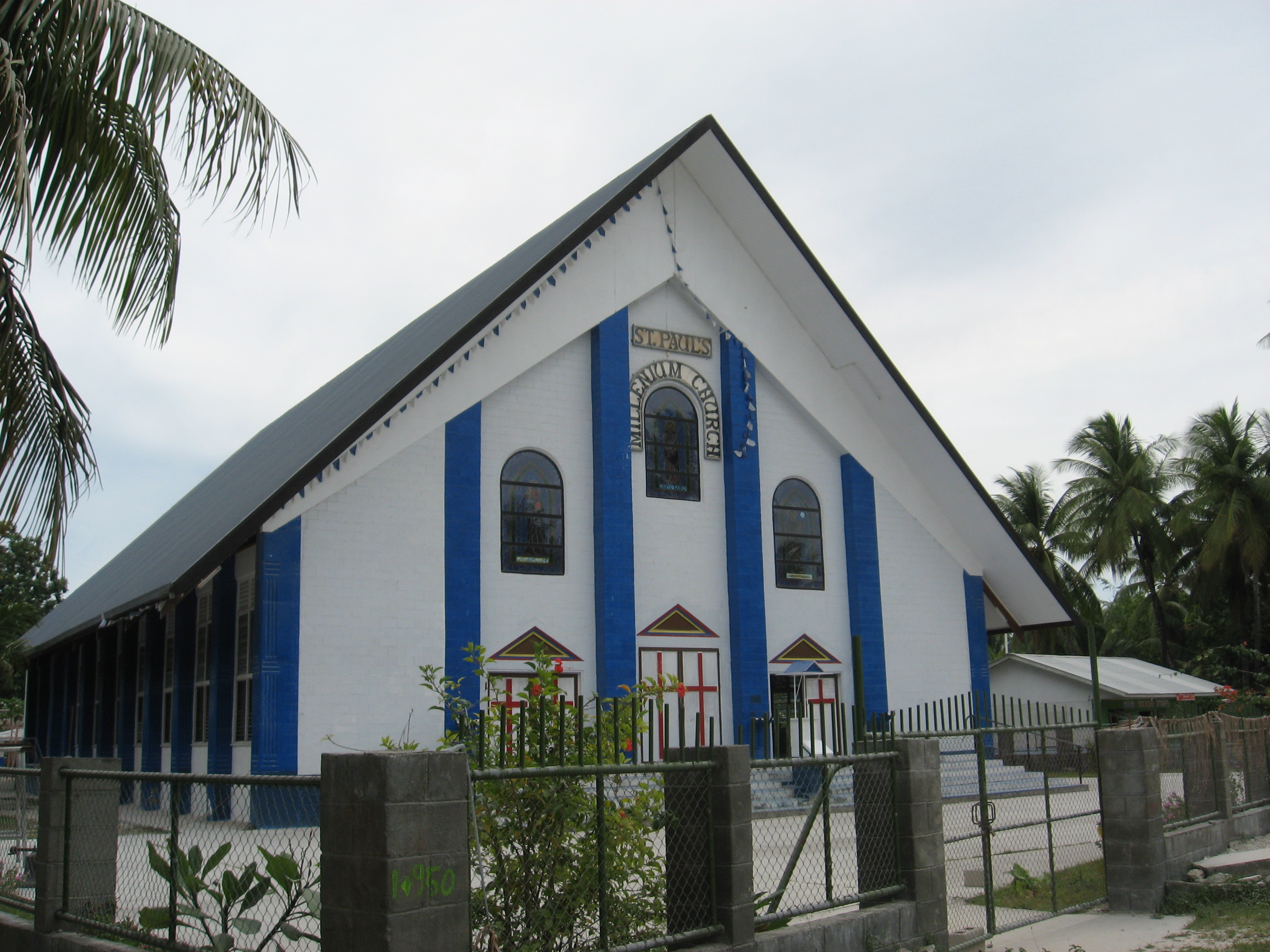
كنيسة القديس بولس في كيريباس.

تم إطلاق أول سفينة تابعة للبعثة الكاثوليكية في الجزيرة عام 1938. وقد بنيت في جزيرة ابيماما وسميت باسم كنيسة القديسة تريزا. وفي السابق في عام 1894 اشترت البعثة سفينة صغيرة، ستيلا ماريس، ولكن تم بيعها في عام 1910 لمساعدة البعثة من خلال الصعوبة المالية. وقبل عام 1894، ومن عام 1910 إلى عام 1938، كان على المبشرين من جمعية القلب الأقدس الاعتماد على عبور سفن تحمل شحنات من أجل الوصول إلى الجزر المختلفة. وتم بيع السفينة الجديدة لشركة محلية في عام 1950 وتم شراء سفينة أكبر، تسمى أيضًا القديسة تريزا، من شركة أسترالية. وتم شراء سفينة ثالثة، والتي غرقت. وفي عام 1970 بنيت مهابط الطائرات على معظم الجزر الخارجية والتي جعلت السفر أكثر ملاءمة للكهنة والراهبات. وفي 21 يونيو من عام 1966، تم تأسيس النيابة الرسولية لجزر غلبرت، وفي 10 سبتمبر من عام 1982، تم تغيير الاسم إلى أبرشية تاراوا وناورو. خلال القرن العشرين، ازدادت أعداد رجال الدين الكاثوليك النشطين والراهبات في الأبرشية بسرعة. وفي عام 1950، أسس المطران أوكتافي ماري تيريين جماعة محلية تسمى «راهبات سانت تيريز». وفي عام 1960، طلبت عدة فتيات من السكان الأصليين الانضمام إلى رهبنة سيدة القلب الأقدس، وتم إرسالهن للدراسة في أستراليا.
الكنيسة الرومانية الكاثوليكية هي أكبر مذهب مسيحي في كيريباتي ويتبعها أكثر من 50% من السكان. وكان المبشرون الكاثوليك من بين أوائل الأوروبيين الذين استقروا في كيريباتي وفي عام 1897 أصبح المبنى الكاثوليكي الأول جزءًا من النيابة الرسوليَّة لجزر جلبرت. وفي عام 1966 تم ترقية النيابة إلى مقر الأبرشية وأصبحت تُعرف باسم أبرشية تاراوا. وفي عام 1978 قبل عام من استقلال البلد، تغير أسم الأبرشية وأصبحت تُعرف باسم أبرشية تاراوا وناورو وفونافوتي. وكانت كل من ناورو وفونافوتي جزءًا من النيابة الرسولية الكاثوليكية. وبعد أربع سنوات انقسمت فونافوتي وأصبحت بعثة خاصة. وتشير كنيسة يسوع المسيح لقديسي الأيام الأخيرة إلى أن البلاد تضم حوالي 17,462 عضوًا في 26 جماعة في عام 2016، على الرغم من ذلك يشير الإحصاء السكاني لعام 2010 أن أعداد أتباع الكنيسة المورمونية يصل إلى حوالي 4,802 شخصًا.